# Glenna Goodacre
Glenna Maxey Goodacre, née Glendell Maxey le 28 août 1939 à Lubbock au Texas et morte le 13 avril 2020, est une sculptrice figurative américaine connue notamment pour avoir conçu l'avers d'une série de pièces de monnaie de 1 dollar représentant Sacagawea, mises en circulation aux États-Unis en 2000.
Elle a également conçu le monument statuaire Vietnam Women's Memorial (« mémorial des femmes de la guerre du Vietnam »), situé à Washington. Elle est l'auteure de plus de 600 œuvres, figuratives pour la plupart.

## Biographie
Glenna Maxey Goodacre est née en 1939 à Lubbock au Texas, la cadette de deux sœurs. Son père, Homer Glen Maxey, est un entrepreneur prospère et sa mère, femme au foyer. Ils mènent une vie ultra-conservatrice. La sculptrice est diplômée de l'école secondaire Monterey High School à Lubbock. Elle poursuit ensuite son éducation au Colorado College, où un professeur tente de la décourager de faire de la sculpture, prétextant qu'elle a des problèmes de perception en trois dimensions. Cela l'incite plutôt à redoubler d'efforts pour étudier les proportions et l'anatomie. Elle passe ensuite 6 semaines à l'Art Students League of New York.
Elle commence sa carrière artistique comme portraitiste et remporte beaucoup de succès. Mère de deux enfants, Tim et Jill, elle se tourne vers la sculpture en 1969, quand elle entreprend une petite sculpture de sa fille dans de la cire de modelage. Elle découvre alors sa vocation,. En 1972, elle fait sa première exposition de sculptures.
Elle bâtit une réputation enviable de sculptrice de talent au cours des années 1970, gagnant concours et compétitions. Elle déménage à Boulder, au Colorado, en 1974.
Elle déménage à Santa Fe en 1983, où elle poursuit sa carrière artistique prolifique. Elle divorce de son premier mari, Bill Goodacre, en 1984, après 23 ans de mariage. Elle se remarie avec Mike Schmidt en 1995.
En mars 2007, à Santa Fe, Glenna Goodacre chute et se blesse à la tête. Ayant sombré dans le coma, elle est hospitalisée à l'hôpital Craig, à Englewood, au Colorado. Son mari déclare aux journalistes qu'on ne connaît pas bien les circonstances de l'incident. En août 2007, elle quitte l'hôpital pour poursuivre sa convalescence à la maison.
Le 18 janvier 2008, elle est suffisamment remise pour l'inauguration de sa nouvelle sculpture, Crossing the Prairie, au St. Vincent Regional Medical Center de Santa Fe. Elle aurait très bien récupéré, si ce n'est de problèmes de concentration attribuables à l'aphasie.
Au cours de sa carrière artistique d'un demi-siècle, elle aura produit quelque 600 œuvres, et est considérée comme une sculptrice de renom aux États-Unis.
En janvier 2017, elle annonce qu'elle organise une toute dernière exposition et qu'elle prend sa retraite. Elle détruit les moules de ses bronzes, afin d'éviter la prolifération de tirages supplémentaires, vend sa collection personnelle aux enchères, et fait don de ses outils à la high school New Mexico School for the Arts.

## Œuvres et distinctions
Les œuvres sculpturales de Goodacre font partie de collections publiques, privées, municipales et muséales à travers les États-Unis. Ses bronzes sont vivants, parfois égayés par des expressions et des textures vives. Elle est réputée pour transposer habilement les émotions sur les statues de bronze, qui représentent souvent des enfants et des femmes. Ses œuvres d'art vont du monumental au parfois très petit. Elle dit de son travail qu'elle est « concentrée sur la silhouette et la tête, la représentation de l'émotion à l'aide du langage corporel et de l'expression faciale ». Elle se définit comme une sculptrice figurative, au style réaliste.
En 1987, elle crée la statue Puddle Jumpers, qui fera beaucoup pour sa renommée. Le bronze, dynamique et joyeux, représente six enfants qui se donnent la main tout en courant, et dont trois bondissent dans les airs. Il sera acheté pour 350 000 dollars américains.
Son œuvre la mieux connue est peut-être le Vietnam Women's Memorial (« mémorial des femmes de la guerre du Vietnam ») installé à Washington en 1993. Ce monument statuaire est dédié aux 11 000 femmes américaines ayant servi pendant la guerre du Viêt Nam, des infirmières pour la plupart. Une réplique du mémorial à la même échelle se trouve au Vietnam Veterans Memorial State Park (en) à Angel Fire, au Nouveau-Mexique.
En 1997, Glenna Goodacre se mérite une plaque sur le West Texas Walk of Fame à Lubbock.
Glenna Goodacre est sélectionnée comme sculptrice en 1997 pour le monumental Irish Memorial (« Monument aux Irlandais ») à Philadelphie. Terminée et érigée à Penn's Landing en 2003, la massive sculpture de bronze est sa plus ambitieuse œuvre publique, comptant pas moins de 35  personnages grandeur nature et pesant 6350 kilogrammes. Installée sur le bord du fleuve Delaware, là où de nombreux immigrants Irlandais débarquèrent aux États-Unis, le mémorial propose une arc narratif d'est en ouest, passant de figures miséreuses fuyant la Grande Famine en Irlande, à des personnages habités par l'espoir arrivant sur les terres américaines.
En 1998, sa statue de 2,4 m de Ronald Reagan est dévoilée à la Reagan Library à Simi Valley, en Californie. Une copie se trouve au National Cowboy & Western Heritage Museum à Oklahoma City.

En 1999, après un concours national pour la conception d'une pièce de 1 dollar représentant Sacagawea, c'est le travail de Goodacre qui est choisi et son concept est dévoilé à la Maison-Blanche par la première dame des États-Unis de l'époque, Hillary Clinton. L'artiste demande alors que sa commission de 5 000 $ lui soit payée en dollars de Sacagewea. La pièce est unique en cela qu'elle représente une femme et son enfant, Jean-Baptiste, vus de trois-quarts. Les initiales de l'artiste, gg, apparaissent dans les plis des vêtements du bambin.

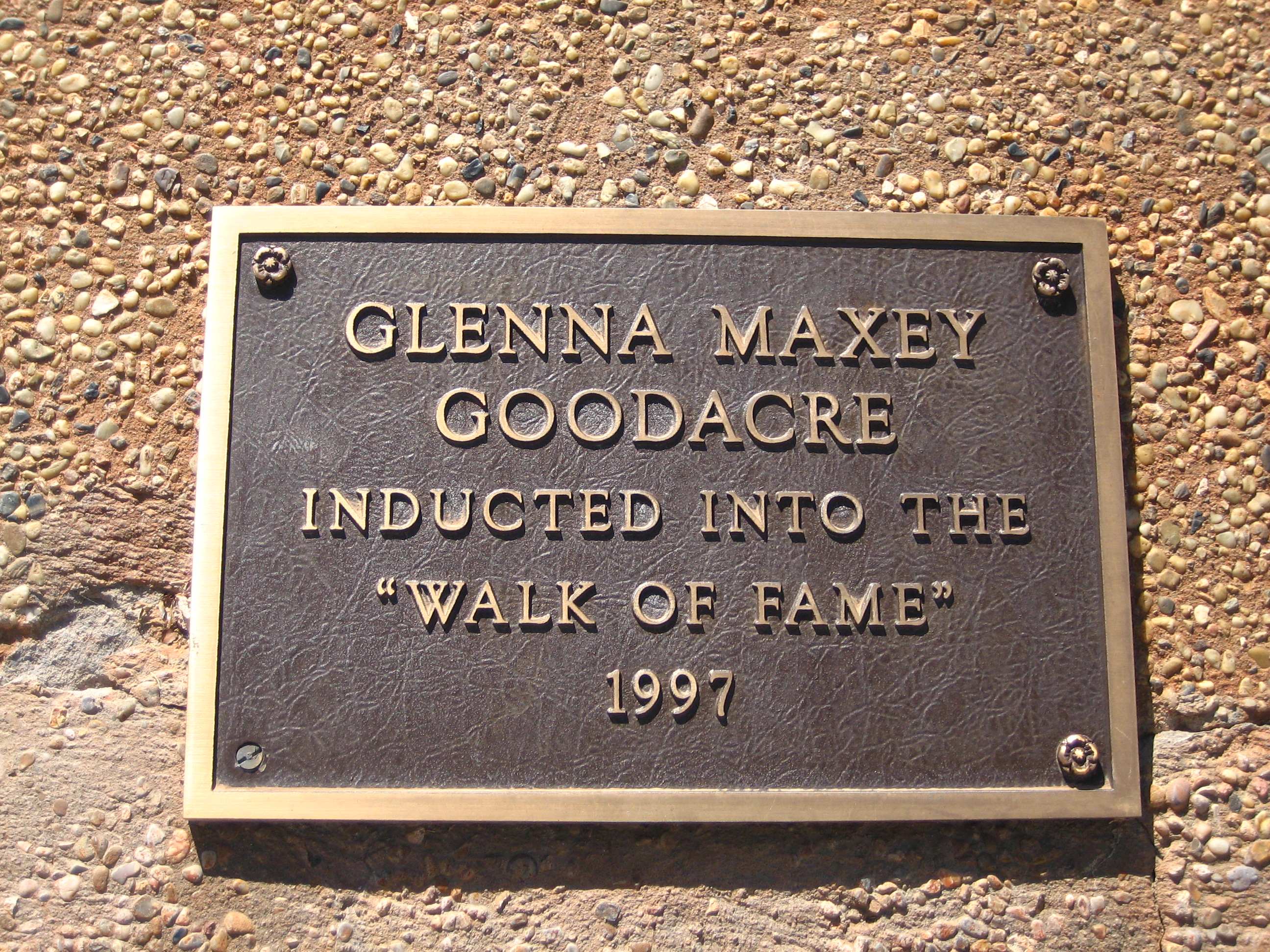
En 1997, une plaque en l'honneur de Glenna Goodacre est apposée sur le West Texas Walk of Fame à Lubbock.

Membre de l'Académie américaine de design et fellow de la National Sculpture Society (en), Goodacre a remporté de nombreux prix lors des expositions de ces deux organismes, à New York. Goodacre s'est vu remettre des doctorats honoris causa de son alma mater, le Colorado College, et de l'université Texas Tech. En 2002, l’œuvre de Goodacre lui vaut le James Earle Fraser Sculpture Award à la Prix de West Exhibition. En 2003, elle reçoit la Texas Medal of Arts et, plus tard la même année, est intronisée au National Cowgirl Museum and Hall of Fame (en) dans le quartier historique de Fort Worth.
En 2008, Glenna Goodacre est nommée Notable New Mexican (« Illustre habitant du Nouveau-Mexique »). Cet honneur, décerné par la Art and History Museum's Foundation, récompense une personne du Nouveau-Mexique qui contribue de façon remarquable au bien public. Un portrait de Goodacre par l'artiste Daniel Greene fait partie de la collection permanente du musée d'Albuquerque.
En 2005, l'ancienne 8e avenue à Lubbock est renommée Glenna Goodacre Boulevard. En 2006, le gouverneur Bill Richardson demande à Glenna Goodacre de faire partie du comité qui doit concevoir la pièce de 25 cents représentant le Nouveau-Mexique.
Une rétrospective de l’œuvre de Glenna Goodacre a été présentée le 25 septembre 2009, à Santa Fe.
En janvier 2017, elle annonce sa retraite.

## Famille
Glenna Goodacre est la mère de la mannequin Jill Goodacre (en), active durant les années 1980, qui s'est mariée avec le chanteur Harry Connick, Jr. Son fils est agent immobilier.
Le père de Goodacre, Homer Glen Maxey (mort en juillet 1990) a été un important architecte du développement de Lubbock. Diplômé de l'université Texas Tech en 1931, il a été le premier président du Red Raiders Club. Il a servi au conseil municipal de Lubbock de 1956 à 1960.
Le grand-père de Glenna Goodacre, James Barney Maxey (1881–1953), a également contribué au développement de Lubbock et du nord-ouest du Texas. Un parc municipal porte son nom à Lubbock.

## Portraits (sélection)
- Stephen F. Austin, Anheuser-Busch, SeaWorld, San Antonio (Texas)
- Dan Blocker (vedette de Bonanza), 1973, O'Donnell (Texas), en face du O'Donnell Heritage Museum
- Dwight D. Eisenhower 1987, Anheuser-Busch, SeaWorld (Texas)
- William Curry Holden, historien, archéologue et premier directeur du musée de l'université Texas Tech à Lubbock. Son buste se trouve dans la rotonde du Holden Hall.
- Ralph A. Johnston, National Cowboy & Western Heritage Museum, Oklahoma City
- Scott Joplin, 1987, Anheuser-Busch, Sea World (Texas)
- Barbara Jordan, 1987, Anheuser-Busch, Sea World (Texas)
- Katherine Ann Porter, 1986, Anheuser-Busch, Sea World (Texas)
- Ronald W. Reagan, statue intitulée After the Ride, 1998, Ronald Reagan Presidential Library and Museum, Simi Valley
- Eric Sloane, National Cowboy & Western Heritage Museum, Oklahoma City
- William Worrall Mayo, Charles Horace Mayo, William J. Mayo, Mayo Clinic (Arizona)
- Colonel Earl « Red » Blaik, entraîneur sportif à West Point, inauguré au National College Football Hall of Fame en 2004

## Monuments publics (sélection)
- Rescue, (1999), Montgomery Museum of Fine Arts, Blount Cultural Park, Montgomery (Alabama)
- The Puddle Jumpers, (1989), Montgomery Museum of Fine Arts, Blount Cultural Park, Montgomery (Alabama)
- Raising the Flag or Pledge of Allegiance, (1991), Stroh's Plaza, Détroit
- Vietnam Women's Memorial, National Mall, Washington (district de Columbia) (1993)
- Philosopher's Rock. (1994), Austin (Texas)
- Irish Memorial, (2003) Penn's Landing, Philadelphie
- Crossing the Prairie, 2002, Texas Tech University Health Sciences Center, Amarillo (Texas)